# Pseudorhaphitoma calcata
Pseudorhaphitoma calcata is een slakkensoort uit de familie van de Mangeliidae. De wetenschappelijke naam van de soort is voor het eerst geldig gepubliceerd in 1909 door Hedley.